# 1-甲基萘
1-甲基萘是一种芳香烃，化学式C11H10。由于相对不易燃，其十六烷值被定为零，用于配制一定十六烷值的燃料，对比测定其它燃料的易燃性。但由于1-甲基萘不经济且处理困难，常用十六烷值为15的异十六烷（2,2,4,4,6,8,8-七甲基壬烷）代替。